# Niizuki (1942)
Niizuki (kanji: 新月, katakana: ニイヅキ| pol. „nowy księżyc”) – japoński wielki niszczyciel typu Akizuki, z okresu II wojny światowej. Wszedł do służby w 1943 i zatopiony w tym roku w bitwie w zatoce Kula.

## Historia
„Niizuki” był piątym z serii wielkich niszczycieli typu Akizuki, zaprojektowanych specjalnie jako okręty obrony przeciwlotniczej, których główne uzbrojenie stanowiło 8 nowych dział uniwersalnych kalibru 100 mm, o umiarkowanym kalibrze jak na niszczyciele, lecz dysponujące świetnymi charakterystykami balistycznymi.
Stępkę pod budowę okrętu położono 8 grudnia 1941 w stoczni Mitsubishi w Nagasaki, kadłub wodowano 29 czerwca 1942, a okręt wszedł do służby 31 marca 1943. Zbudowany był w ramach programu rozbudowy floty z 1939 roku, pod numerem budowy 108. Nazwa, podobnie jak innych niszczycieli tej serii, związana była z Księżycem i  oznaczała „Księżyc w nowiu” (podobnie, jak „Hatsuzuki”).
Od wcześniejszych niszczycieli tego typu, „Niizuki” odróżniał się wyposażeniem w radar Model 21, później montowany także na pozostałych niszczycielach typu i części innych japońskich okrętów (w polskiej literaturze spotyka się błędną informację o wyposażeniu go w pasywny detektor promieniowania radarowego). Także wszedł już do służby ze wzmocnionym w stosunku do wcześniejszych okrętów lekkim uzbrojeniem przeciwlotniczym, z 4 (lub 5) potrójnymi stanowiskami działek 25 mm, ale brak jest szczegółowych danych.

## Służba
Po wejściu do służby, „Niizuki” początkowo wszedł w skład nowo sformowanej szkolnej 11. Flotylli niszczycieli, bazując w Kure i jego załoga szkoliła się na Morzu Japońskim. W połowie maja planowano użyć okręt wraz z krążownikiem „Mogami” do odparcia desantu amerykańskiego na wyspie Attu, lecz zrezygnowano z tego zamiaru. 31 maja 1943 przydzielono „Niizuki” do 8. Floty, toczącej walki na Wysp Salomona, prawdopodobnie w celu przetestowania wyposażenia radarowego w walkach nocnych. 21 czerwca 1943 dotarł na miejsce działań - do bazy w atolu Truk.
Między 23 a 25 czerwca 1943 „Niizuki” z krążownikiem „Suzuya” i niszczycielem „Ariake„ dostarczył na pokładach sprzęt i ludzi 5. Dywizjonu artylerii przeciwlotniczej z Truk do Rabaulu na Nowej Brytanii. 
„Niizuki” został następnie okrętem flagowym 3. Flotylli niszczycieli kontradmirała Teruo Akiyama. 2 lipca przepłynął do bazy w Shortland, po czym wziął udział w ostrzeliwaniu pozycji amerykańskich na wyspie Rendova w nocy na 3 lipca 1943, jednak bez większych skutków (z krążownikiem „Yūbari” i starszymi niszczycielami „Yunagi”, „Mochizuki”, „Mikazuki”, „Nagatsuki”, „Satsuki”, „Amagiri„ i „Hatsuyuki„). Zespół japoński natknął się na trzy amerykańskie kutry torpedowe (PT-156, PT-157 i PT-161), ostrzelane przez „Niizuki” i trzy inne niszczyciele, jednakże bez strat po żadnej ze stron.
W nocy z 4 na 5 lipca 1943 „Niizuki” prowadził rejs mający na celu dowóz posiłków (tzw. przez Amerykanów Tokyo Express) do bazy Vila na wyspie Kolombangara; w skład zespołu wchodziły ponadto stare niszczyciele „Yunagi”, „Nagatsuki” i „Satsuki”. W Zatoce Kula zespół natknął się na amerykańskie niszczyciele, które zostały odkryte jako pierwsze dzięki radarowi „Niizuki”. „Niizuki” wystrzelił 4 torpedy, „Yunagi” - 4 i „Nagatsuki” - 6, z dużej odległości 11 mil morskich, po czym Japończycy zawrócili, nie wysadzając transportowanych żołnierzy. Zespół japoński został wykryty przez Amerykanów na radarze zbyt późno, po czym jedna z torped (nie wiadomo z którego okrętu), trafiła amerykański niszczyciel USS Strong, który zatonął (zginęło 46 osób).
W nocy z 5 na 6 lipca, „Niizuki” był okrętem flagowym sił przykrycia operacji transportowej 10 niszczycieli Tokyo Express na Kolombangarę. Podczas bitwy w zatoce Kula, która się wywiązała po północy 6 lipca, został zatopiony koło Kolombangary ogniem amerykańskich krążowników USS „Helena”, "Honolulu" i „St. Louis” i niszczycieli: USS „Nicholas” i „O’Bannon”. Nie uratowano nikogo z ok. 300 osobowej załogi, zginął także kontradmirał Akiyama (niektóre źródła wspominają jednak o uratowaniu niewielkiej części rozbitków przez Amerykanów). Niszczyciel „Amagiri” wysłany na poszukiwanie rozbitków, natknął się tam na niszczyciele amerykańskie USS „Nicholas” i „Radford”, ratujące rozbitków z zatopionego w tym starciu krążownika USS „Helena”, które go lekko uszkodziły i odpędziły. „Niizuki” zatonął na pozycji 7°57′S 157°12′E/-7,950000 157,200000. Okręt skreślono z listy floty 10 września 1943.
Jedynym dowódcą był komandor porucznik Kiyoshi Kaneda.

## Dane techniczne
Opis konstrukcji i szczegółowe dane - w artykule niszczyciele typu Akizuki

### Uzbrojenie i wyposażenie
- 8 dział uniwersalnych kalibru 100 mm Typ 98 w wieżach dwudziałowych (4xII)
  - długość lufy - L/65 (65 kalibrów), kąt podniesienia - 90° donośność - 19.500 m (pozioma), 14.700 m (maks. pionowa), masa pocisku - 13 kg. Zapas amunicji - po 300 nabojów
- 12 (15?) działek przeciwlotniczych 25 mm Typ 96, na stanowiskach potrójnych (4xIII lub 5xIII)
- 4 wyrzutnie torpedowe 610 mm Typ 92 model 4 (1xIV) (8 torped Typ 93)
- 2-4 miotacze bomb głębinowych Typ 94, zrzutnie bg (54-72 bomby głębinowe)

## Wyposażenie
- system kierowania ogniem artylerii głównej: dwa 4,5-metrowe dalmierze stereoskopowe (na nadbudówce dziobowej i rufowej) z przelicznikiem artyleryjskim Typ 94.
- urządzenia kierowania ogniem artylerii plot: 2,5-metrowy dalmierz, dwa 1,5 metrowe dalmierze
- szumonamiernik typu 92
- sonar typu 93
- radar dozoru ogólnego model 21 (zasięg - grupa samolotów 100 km, duży okręt - 20 km, długość fali 1,5 m)
- reflektor 110 cm